# Lijst van zonnedauwsoorten
Dit is een lijst van zonnedauwsoorten (Drosera), een groep van vleesetende planten. De genoemde jaartallen slaan op de geldige publicatie van de huidige naam, niet op die van een eventueel basioniem.
| Soort                       | Auteur                                   | Jaar | Nederlandse naam | Verspreiding                                    | Afbeelding |
| --------------------------- | ---------------------------------------- | ---- | ---------------- | ----------------------------------------------- | ---------- |
| Drosera aberrans            | (Lowrie & Carlquist) Lowrie & Conran     | 2008 |                  | Australië                                       |            |
| Drosera acaulis             | L.f.                                     | 1781 |                  | Zuid-Afrika                                     |            |
| Drosera adelae              | F.Muell.                                 | 1864 |                  | Australië                                       |            |
| Drosera admirabilis         | Debbert                                  | 1987 |                  | Zuid-Afrika                                     |            |
| Drosera affinis             | Welw. ex Oliv.                           | 1871 |                  | Afrikaanse tropen                               |            |
| Drosera afra                | Debbert                                  | 2002 |                  | Zuid-Afrika                                     |            |
| Drosera alba                | Phillips                                 | 1913 |                  | Zuid-Afrika                                     |            |
| Drosera aliciae             | Raym.-Hamet                              | 1905 |                  | Zuid-Afrika                                     |            |
| Drosera allantostigma       | (N.G.Marchant & Lowrie) Lowrie & Conran  | 2007 |                  | Australië                                       |            |
| Drosera amazonica           | Rivadavia, A.Fleischm. & Vicent.         | 2009 |                  | Brazilië                                        |            |
| Drosera andersoniana        | W.Fitzg. ex Ewart & Jean White           | 1909 |                  | Australië                                       |            |
| Drosera androsacea          | Diels                                    | 1904 |                  | Australië                                       |            |
| Drosera anglica             | Huds.                                    | 1778 | Lange zonnedauw  | Circumboreaal Noord-Amerika, Europa en Azië     |            |
| Drosera arcturi             | Hook.                                    | 1834 |                  | Australië en Nieuw-Zeeland                      |            |
| Drosera arenicola           | Steyerm.                                 | 1952 |                  | Venezuela                                       |            |
| Drosera ascendens           | A.St.-Hil.                               | 1824 |                  | Brazilië                                        |            |
| Drosera banksii             | R.Br. ex DC.                             | 1824 |                  | Australië en Nieuw-Guinea                       |            |
| Drosera barbigera           | Planch.                                  | 1848 |                  | Australië                                       |            |
| Drosera bequaertii          | Taton                                    | 1945 |                  | Angola en Congo-Kinshasa                        |            |
| Drosera bicolor             | Lowrie & Carlquist                       | 1992 |                  | Australië                                       |            |
| Drosera biflora             | Willd. ex Roem. & Schult.                | 1820 |                  | Venezuela                                       |            |
| Drosera binata              | Labill.                                  | 1804 |                  | Australië en Nieuw-Zeeland                      |            |
| Drosera brevicornis         | Lowrie                                   | 1996 |                  | Australië                                       |            |
| Drosera brevifolia          | Pursh                                    | 1814 |                  | Noord-Amerika, Centraal-Amerika en Zuid-Amerika |            |
| Drosera broomensis          | Lowrie                                   | 1996 |                  | Australië                                       |            |
| Drosera browniana           | Lowrie & N.G.Marchant                    | 1992 |                  | Australië                                       |            |
| Drosera bulbigena           | Morrison                                 | 1903 |                  | Australië                                       |            |
| Drosera bulbosa             | Hook.                                    | 1841 |                  | Australië                                       |            |
| Drosera burkeana            | Planch.                                  | 1848 |                  | Afrikaanse tropen                               |            |
| Drosera burmannii           | Vahl                                     | 1794 |                  | Australië en Zuidoost-Azië                      |            |
| Drosera caduca              | Lowrie                                   | 1996 |                  | Australië                                       |            |
| Drosera callistos           | N.G.Marchant & Lowrie                    | 1992 |                  | Australië                                       |            |
| Drosera camporupestris      | Rivadavia                                | 2003 |                  | Brazilië                                        |            |
| Drosera capensis            | L.                                       | 1753 | Kaapse zonnedauw | Zuid-Afrika                                     |            |
| Drosera capillaris          | Poir.                                    | 1804 |                  | Noord-Amerika, Centraal-Amerika en Zuid-Amerika |            |
| Drosera cayennensis         | Sagot ex Diels                           | 1906 |                  | Brazilië, Frans-Guyana en Venezuela             |            |
| Drosera cendeensis          | Tamayo & Croizat                         | 1949 |                  | Venezuela                                       |            |
| Drosera chrysolepis         | Taub.                                    | 1893 |                  | Brazilië en Peru                                |            |
| Drosera cistiflora          | L.                                       | 1760 |                  | Zuid-Afrika                                     |            |
| Drosera citrina             | Lowrie & Carlquist                       | 1992 |                  | Australië                                       |            |
| Drosera closterostigma      | N.G.Marchant & Lowrie                    | 1992 |                  | Australië                                       |            |
| Drosera collinsiae          | N.E.Br. ex Burtt Davy                    | 1924 |                  | Zuid-Afrika                                     |            |
| Drosera communis            | A.St.-Hil.                               | 1824 |                  | Brazilië, Colombia, Paraguay en Venezuela       |            |
| Drosera cuneifolia          | L.f.                                     | 1781 |                  | Zuid-Afrika                                     |            |
| Drosera darwinensis         | Lowrie                                   | 1996 |                  | Australië                                       |            |
| Drosera derbyensis          | Lowrie                                   | 1996 |                  | Australië                                       |            |
| Drosera dichrosepala        | Turcz.                                   | 1854 |                  | Australië                                       |            |
| Drosera dielsiana           | Exell & J.R.Laundon                      | 1956 |                  | Zuidelijk Afrika                                |            |
| Drosera dilatato–petiolaris | K.Kondo                                  | 1984 |                  | Australië                                       |            |
| Drosera echinoblastus       | N.G.Marchant & Lowrie                    | 1992 |                  | Australië                                       |            |
| Drosera elongata            | Exell & J.R.Laundon                      | 1955 |                  | Angola                                          |            |
| Drosera eneabba             | N.G.Marchant & Lowrie                    | 1992 |                  | Australië                                       |            |
| Drosera enodes              | N.G.Marchant & Lowrie                    | 1992 |                  | Australië                                       |            |
| Drosera ericgreenii         | A.Fleischm., R.P.Gibson & Rivadavia      | 2008 |                  | Zuid-Afrika                                     |            |
| Drosera erythrogyne         | N.G.Marchant & Lowrie                    | 1992 |                  | Australië                                       |            |
| Drosera erythrorhiza        | Lindl.                                   | 1839 |                  | Australië                                       |            |
| Drosera esmeraldae          | (Steyerm.) Maguire & Wurdack             | 1957 |                  | Colombia, Venezuela                             |            |
| Drosera esterhuyseniae      | (Salter) Debbert                         | 1991 |                  | Zuid-Afrika                                     |            |
| Drosera falconeri           | Tsang ex K.Kondo                         | 1984 |                  | Australië                                       |            |
| Drosera felix               | Steyerm. & L.B.Sm.                       | 1974 |                  | Venezuela                                       |            |
| Drosera filiformis          | Raf.                                     | 1808 |                  | Noord-Amerika                                   |            |
| Drosera fimbriata           | DeBuhr                                   | 1975 |                  | Australië                                       |            |
| Drosera fulva               | Planch.                                  | 1848 |                  | Australië                                       |            |
| Drosera gigantea            | Lindl.                                   | 1839 |                  | Australië                                       |            |
| Drosera glabripes           | (Harv. ex Planch.) Stein                 | 1886 |                  | Zuid-Afrika                                     |            |
| Drosera glanduligera        | Lehm.                                    | 1844 |                  | Australië                                       |            |
| Drosera graminifolia        | A.St.-Hil.                               | 1824 |                  | Brazilië                                        |            |
| Drosera graniticola         | N.G.Marchant                             | 1982 |                  | Australië                                       |            |
| Drosera grantsaui           | Rivadavia                                | 2003 |                  | Brazilië                                        |            |
| Drosera graomogolensis      | T.R.S.Silva                              | 1997 |                  | Brazilië                                        |            |
| Drosera grievei             | Lowrie & N.G.Marchant                    | 1992 |                  | Australië                                       |            |
| Drosera hamiltonii          | C.R.P.Andrews                            | 1903 |                  | Australië                                       |            |
| Drosera hartmeyerorum       | Schlauer                                 | 2001 |                  | Australië                                       |            |
| Drosera helodes             | N.G.Marchant & Lowrie                    | 1992 |                  | Australië                                       |            |
| Drosera heterophylla        | Lindl.                                   | 1839 |                  | Australië                                       |            |
| Drosera hilaris             | Cham. & Schltdl.                         | 1826 |                  | Zuid-Afrika                                     |            |
| Drosera hirtella            | A.St.-Hil.                               | 1824 |                  | Brazilië                                        |            |
| Drosera hirticalyx          | R.Duno & Culham                          | 1995 |                  | Venezuela                                       |            |
| Drosera huegelii            | Endl.                                    | 1837 |                  | Australië                                       |            |
| Drosera humbertii           | Exell & J.R.Laundon                      | 1956 |                  | Madagaskar                                      |            |
| Drosera humilis             | Planch.                                  | 1848 |                  | Australië                                       |            |
| Drosera hyperostigma        | N.G.Marchant & Lowrie                    | 1992 |                  | Australië                                       |            |
| Drosera indica              | L.                                       | 1753 |                  | Tropisch Afrika, Azië en Australië              |            |
| Drosera intermedia          | Hayne                                    | 1800 | Kleine zonnedauw | gematigd Europa, Noord-Amerika, Zuid-Amerika    |            |
| Drosera intricata           | Planch.                                  | 1848 |                  | Australië                                       |            |
| Drosera kaieteurensis       | Brumm.-Ding.                             | 1955 |                  | Guyana, Trinidad en Tobago, Venezuela           |            |
| Drosera katangensis         | Taton                                    | 1945 |                  | Congo-Kinshasa                                  |            |
| Drosera kenneallyi          | Lowrie                                   | 1996 |                  | Australië                                       |            |
| Drosera lanata              | K.Kondo                                  | 1984 |                  | Australië                                       |            |
| Drosera lasiantha           | Lowrie & Carlquist                       | 1992 |                  | Australië                                       |            |
| Drosera leucoblasta         | Benth.                                   | 1864 |                  | Australië                                       |            |
| Drosera leucostigma         | (N.G.Marchant & Lowrie) Lowrie & Conran  | 2007 |                  | Australië                                       |            |
| Drosera linearis            | Goldie                                   | 1822 |                  | Noord-Amerika                                   |            |
| Drosera longiscapa          | Debbert                                  | 2002 |                  | Zuid-Afrika                                     |            |
| Drosera lowriei             | N.G.Marchant                             | 1992 |                  | Australië                                       |            |
| Drosera macrantha           | Endl.                                    | 1837 |                  | Australië                                       |            |
| Drosera macrophylla         | Lindl.                                   | 1839 |                  | Australië                                       |            |
| Drosera Madagascariensis    | DC.                                      | 1824 |                  | Afrika                                          |            |
| Drosera magnifica           |                                          | 2015 |                  | Brazilië                                        |            |
| Drosera mannii              | Cheek                                    | 1990 |                  | Australië                                       |            |
| Drosera marchantii          | DeBuhr                                   | 1975 |                  | Australië                                       |            |
| Drosera menziesii           | R.Br. ex DC.                             | 1824 |                  | Australië                                       |            |
| Drosera meristocaulis       | Maguire & Wurdack                        | 1957 |                  | Venezuela                                       |            |
| Drosera microphylla         | Endl.                                    | 1837 |                  | Australië                                       |            |
| Drosera microscapa          | Debbert                                  | 1992 |                  | Australië                                       |            |
| Drosera miniata             | Diels                                    | 1904 |                  | Australië                                       |            |
| Drosera modesta             | Diels                                    | 1904 |                  | Australië                                       |            |
| Drosera montana             | A.St.-Hil.                               | 1824 |                  | Argentinië, Brazilië, Paraguay, Venezuela       |            |
| Drosera monticola           | (Lowrie & N.G.Marchant) Lowrie           | 1992 |                  | Australië                                       |            |
| Drosera moorei              | (Diels) Lowrie                           | 1999 |                  | Australië                                       |            |
| Drosera murfetii            | (Lowrie) Lowrie                          | 2014 |                  | Australië                                       |            |
| Drosera myriantha           | Planch.                                  | 1848 |                  | Australië                                       |            |
| Drosera natalensis          | Diels                                    | 1906 |                  | Madagaskar, Mozambique, Zuid-Afrika             |            |
| Drosera neesii              | Lehm.                                    | 1844 |                  | Australië                                       |            |
| Drosera neocaledonica       | Raym.-Hamet                              | 1906 |                  | Nieuw-Caledonië                                 |            |
| Drosera nidiformis          | Debbert                                  | 1991 |                  | Zuid-Afrika                                     |            |
| Drosera nitidula            | Planch.                                  | 1848 |                  | Australië                                       |            |
| Drosera nivea               | Lowrie & Carlquist                       | 1992 |                  | Australië                                       |            |
| Drosera oblanceolata        | Y.Z.Ruan                                 | 1981 |                  | China                                           |            |
| Drosera occidentalis        | Morrison                                 | 1912 |                  | Australië                                       |            |
| Drosera omissa              | Diels                                    | 1906 |                  | Australië                                       |            |
| Drosera orbiculata          | N.G.Marchant & Lowrie                    | 1992 |                  | Australië                                       |            |
| Drosera ordensis            | Lowrie                                   | 1994 |                  | Australië                                       |            |
| Drosera oreopodion          | N.G.Marchant & Lowrie                    | 1992 |                  | Australië                                       |            |
| Drosera paleacea            | DC.                                      | 1824 |                  | Australië                                       |            |
| Drosera pallida             | Lindl.                                   | 1839 |                  | Australië                                       |            |
| Drosera paradoxa            | Lowrie                                   | 1997 |                  | Australië                                       |            |
| Drosera parvula             | Planch.                                  | 1848 |                  | Australië                                       |            |
| Drosera patens              | Lowrie & Conran                          | 2007 |                  | Australië                                       |            |
| Drosera pauciflora          | Banks ex DC.                             | 1824 |                  | Zuid-Afrika                                     |            |
| Drosera pedicellaris        | Lowrie                                   | 2002 |                  | Australië                                       |            |
| Drosera peltata             | Thunb.                                   | 1797 |                  | Australië, Nieuw-Zeeland, Zuidoost-Azië         |            |
| Drosera peruensis           | T.R.S.Silva & M.D.Correa                 | 2002 |                  | Peru                                            |            |
| Drosera petiolaris          | R.Br. ex DC.                             | 1824 |                  | Australië, Nieuw-Guinea                         |            |
| Drosera pilosa              | Exell & Laundon                          | 1956 |                  | Kameroen, Guinee, Kenia, Tanzania               |            |
| Drosera platypoda           | Turcz.                                   | 1854 |                  | Australië                                       |            |
| Drosera platystigma         | Lehm.                                    | 1844 |                  | Australië                                       |            |
| Drosera porrecta            | Lehm.                                    | 1844 |                  | Australië                                       |            |
| Drosera praefolia           | Tepper                                   | 1892 |                  | Australië                                       |            |
| Drosera prolifera           | C.T.White                                | 1940 |                  | Australië                                       |            |
| Drosera prostrata           | (N.G.Marchant & Lowrie) Lowrie           | 2005 |                  | Australië                                       |            |
| Drosera prostratoscaposa    | Lowrie & Carlquist                       | 1990 |                  | Australië                                       |            |
| Drosera pulchella           | Lehm.                                    | 1844 |                  | Australië                                       |            |
| Drosera purpurascens        | Schlotth.                                | 1856 |                  | Australië                                       |            |
| Drosera pycnoblasta         | Diels                                    | 1904 |                  | Australië                                       |            |
| Drosera pygmaea             | DC.                                      | 1824 |                  | Australië, Nieuw-Zeeland                        |            |
| Drosera quartzicola         | Rivadavia & Gonella                      | 2011 |                  | Brazilië                                        |            |
| Drosera radicans            | N.G.Marchant                             | 1982 |                  | Australië                                       |            |
| Drosera ramellosa           | Lehm.                                    | 1844 |                  | Australië                                       |            |
| Drosera ramentacea          | Burch. ex DC.                            | 1824 |                  | Zuid-Afrika                                     |            |
| Drosera rechingeri          | Strid                                    | 1987 |                  | Australië                                       |            |
| Drosera regia               | Stephens                                 | 1926 |                  | Zuid-Afrika                                     |            |
| Drosera roraimae            | (Klotzsch ex Diels) Maguire & Laundon    | 1957 |                  | Brazilië, Guyana, Venezuela                     |            |
| Drosera roseana             | N.G.Marchant & Lowrie                    | 1992 |                  | Australië                                       |            |
| Drosera rosulata            | Lehm.                                    | 1844 |                  | Australië                                       |            |
| Drosera rotundifolia        | L.                                       | 1753 | Ronde zonnedauw  | circumboreaal Noord-Amerika, Europa, Azië       |            |
| Drosera rubrifolia          | Debbert                                  | 2002 |                  | Zuid-Afrika                                     |            |
| Drosera rupicola            | (N.G.Marchant) Lowrie                    | 2005 |                  | Australië                                       |            |
| Drosera salina              | N.G.Marchant & Lowrie                    | 1992 |                  | Australië                                       |            |
| Drosera sargentii           | Lowrie & N.G.Marchant                    | 1992 |                  | Australië                                       |            |
| Drosera schizandra          | Diels                                    | 1906 |                  | Australië                                       |            |
| Drosera schmutzii           | Lowrie & Conran                          | 2008 |                  | Australië                                       |            |
| Drosera schwackei           | (Diels) Rivadavia                        | 2008 |                  | Brazilië                                        |            |
| Drosera scorpioides         | Planch.                                  | 1848 |                  | Australië                                       |            |
| Drosera sessilifolia        | A.St.-Hil.                               | 1824 |                  | Brazilië, Guyana, Venezuela                     |            |
| Drosera sewelliae           | Diels                                    | 1904 |                  | Australië                                       |            |
| Drosera silvicola           | Lowrie & Carlquist                       | 1992 |                  | Australië                                       |            |
| Drosera slackii             | Cheek                                    | 1987 |                  | Zuid-Afrika                                     |            |
| Drosera solaris             | A.Fleischm., Wistuba & S.McPherson       | 2007 |                  | Guyana                                          |            |
| Drosera spatulata           | Labill.                                  | 1804 |                  | Australië, Nieuw-Zeeland, Zuidoost-Azië         |            |
| Drosera spilos              | N.G.Marchant & Lowrie                    | 1992 |                  | Australië                                       |            |
| Drosera spiralis            | A.St.-Hil.                               | 1826 |                  | Brazilië                                        |            |
| Drosera stelliflora         | Lowrie & Carlquist                       | 1992 |                  | Australië                                       |            |
| Drosera stenopetala         | Hook.f.                                  | 1853 |                  | Nieuw-Zeeland                                   |            |
| Drosera stolonifera         | Endl.                                    | 1837 |                  | Australië                                       |            |
| Drosera stricticaulis       | (Diels) O.H.Sarg.                        | 1913 |                  | Australië                                       |            |
| Drosera subhirtella         | Planch.                                  | 1848 |                  | Australië                                       |            |
| Drosera subtilis            | N.G.Marchant                             | 1982 |                  | Australië                                       |            |
| Drosera sulphurea           | Lehm.                                    | 1844 |                  | Australië                                       |            |
| Drosera tentaculata         | Rivadavia                                | 2003 |                  | Brazilië                                        |            |
| Drosera tokaiensis          | (Komiya & C.Shibata) T.Nakamura & K.Ueda | 1991 |                  | Japan                                           |            |
| Drosera tomentosa           | A.St.-Hil.                               | 1824 |                  | Brazilië                                        |            |
| Drosera trinervia           | Spreng.                                  | 1820 |                  | Zuid-Afrika                                     |            |
| Drosera tubaestylis         | N.G.Marchant & Lowrie                    | 1992 |                  | Australië                                       |            |
| Drosera ultramafica         | A.Fleischm., A.S.Rob. & S.McPherson      | 2011 |                  | Malesië                                         |            |
| Drosera uniflora            | Willd.                                   | 1809 |                  | Argentinië, Chili, Falklandeilanden             |            |
| Drosera venusta             | Debbert                                  | 1987 |                  | Zuid-Afrika                                     |            |
| Drosera villosa             | A.St.-Hil.                               | 1824 |                  | Brazilië                                        |            |
| Drosera viridis             | Rivadavia                                | 2003 |                  | Brazilië                                        |            |
| Drosera walyunga            | N.G.Marchant & Lowrie                    | 1992 |                  | Australië                                       |            |
| Drosera whittakeri          | Planch.                                  | 1848 |                  | Australië                                       |            |
| Drosera yutajensis          | R.Duno & Culham                          | 1995 |                  | Venezuela                                       |            |
| Drosera zeyheri             | Salter                                   | 1940 |                  | Zuid-Afrika                                     |            |
| Drosera zigzagia            | Lowrie                                   | 1999 |                  | Australië                                       |            |
| Drosera zonaria             | Planch.                                  | 1848 |                  | Australië                                       |            |